# Pectinidae
Pectinidés, pétoncles
À ne pas confondre avec Pectiniidae.
Famille
Les Pectinidae sont une famille de mollusques bivalves marins de l'ordre des Pectinida.

## Description et caractéristiques

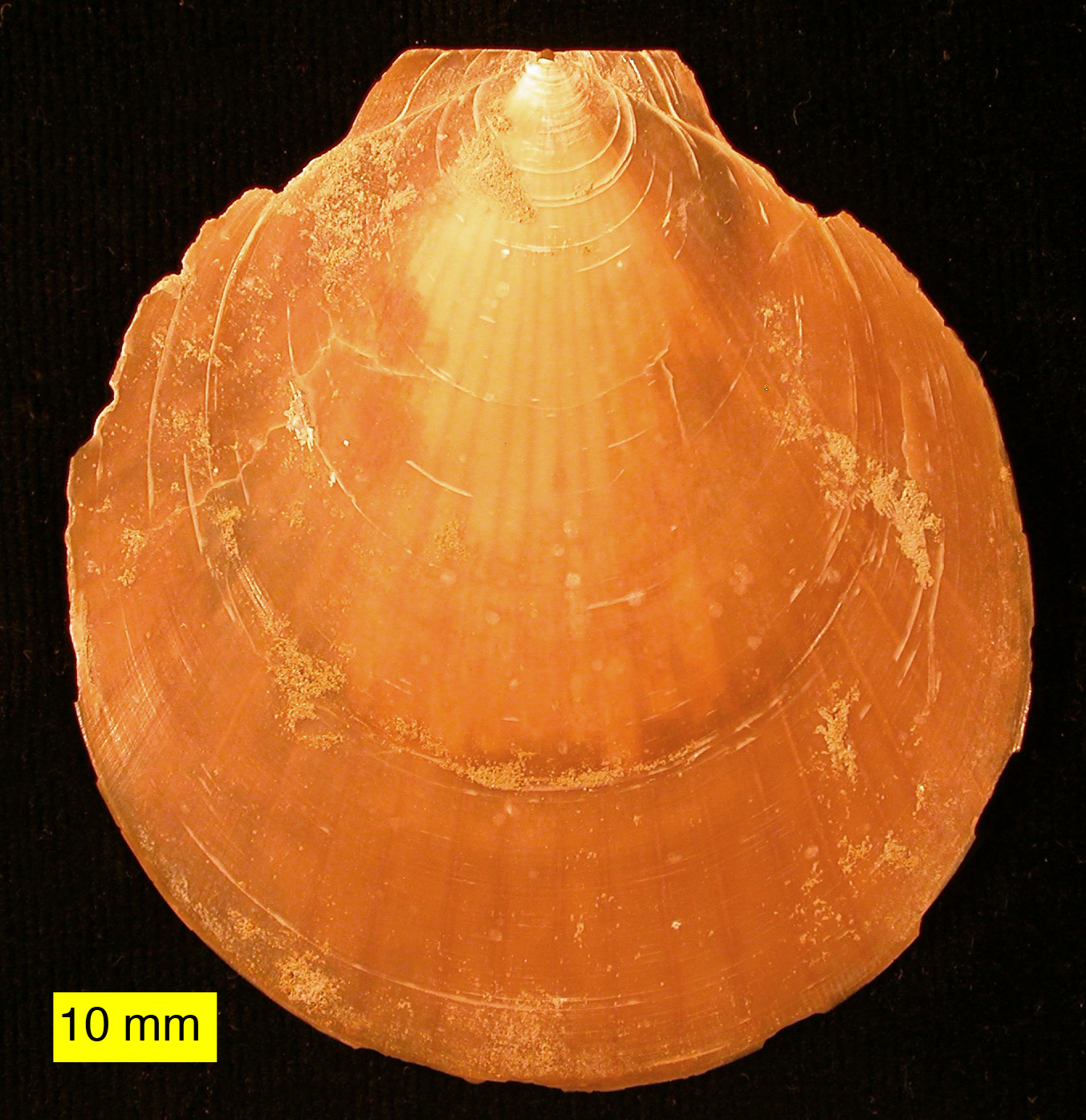
Ammusium cristatum

La famille comprend notamment les coquilles Saint-Jacques et les pétoncles. Ces espèces sont plus ou moins inéquilatérales et inéquivalves, avec généralement une valve plus renflée que l'autre : la coquille Saint-Jacques a typiquement une valve creuse et une plate. La plupart des espèces sont équipées d'yeux sur le bord du manteau, permettant à certaines de se déplacer.

## Historique et dénomination
- La famille des Pectinidae a été décrite par le naturaliste américain Constantine Samuel Rafinesque en 1815. L’étymologie découle du latin pecten, « peigne ».
- Le genre type pour cette famille est Pecten O.F. Müller, 1776.

On les désigne souvent par le nom vernaculaire de pectinidés ou « pétoncles ».

## Biologie
Les pectinidés vivent sur le fond ; ils peuvent y être attachées à l'aide d'un byssus (filaments qu'ils sécrètent) ou simplement gisants. Leur valves peuvent les propulser en cas de fuite.
On en retrouve des représentants de grande taille dans tous les océans ; plusieurs espèces sont d'importance commerciale.
Parce que ce sont des organismes benthiques sessiles associé à des habitats typiques, leurs coquilles fossiles, comme celles des huîtres ou des inocérames sont utilisés pour reconstituer l'environnement passé (Paléoécologie, paléoenvironnement) ou pour la datation des couches de roches anciennes.

## Taxinomie

### Liste des sous-familles et genres
Selon World Register of Marine Species (2 octobre 2014) :
- sous-famille Adamussiinae Habe, 1977
  - genre Adamussium Thiele, 1934
- sous-famille Austrochlamydinae Jonkers, 2003
  - genre Austrochlamys Jonkers, 2003
- sous-famille Camptonectinae Habe, 1977
  - genre Camptonectes Agassiz, 1864
  - genre Ciclopecten Seguenza, 1877
  - genre Delectopecten Stewart, 1930
  - genre Hyalopecten Verrill, 1897
  - genre Lyropecten Conrad, 1862
  - genre Pseudohinnites Dijkstra, 1989
  - genre Sinepecten Schein, 2006
- sous-famille Chlamydinae Teppner, 1922
  - genre Azumapecten Habe, 1977
  - genre Chlamys Röding, 1798
  - genre Complicachlamys Iredale, 1939
  - genre Equichlamys Iredale, 1929
  - genre Hemipecten A. Adams & Reeve, 1849
  - genre Laevichlamys Waller, 1993
  - genre Manupecten Monterosato, 1872
  - genre Notochlamys Cotton, 1930
  - genre Pascahinnites Dijkstra & Raines, 1999
  - genre Scaeochlamys Iredale, 1929
  - genre Semipallium Jousseaume, 1928
  - genre Swiftopecten Hertlein, 1935
  - genre Talochlamys Iredale, 1929
  - genre Volachlamys Iredale, 1939
  - genre Zygochlamys Ihering, 1907
  - genre Caribachlamys Waller, 1993
  - genre Crassadoma F. R. Bernard, 1986
  - genre Mizuhopecten Masuda, 1963
  - genre Patinopecten Dall, 1898
- sous-famille Hemipectininae Habe, 1977
  - genre Lamellipecten Dijkstra & Maestrati, 2010
- sous-famille Palliolinae Korobkov, 1960
  - genre Lissochlamys Sacco, 1897
  - genre Mesopeplum Iredale, 1929
  - genre Palliolum Monterosato, 1884
  - genre Placopecten Verrill, 1897
  - genre Pseudamussium Mörch, 1853
- sous-famille Pectininae Rafinesque, 1815
  - genre Amusium Röding, 1798
  - genre Anguipecten Dall, Bartsch & Rehder, 1938
  - genre Annachlamys Iredale, 1939
  - genre Antillipecten Waller, 2011
  - genre Bractechlamys Iredale, 1939
  - genre Coralichlamys Iredale, 1939
  - genre Decatopecten G. B. Sowerby II, 1839
  - genre Dentamussium Dijkstra, 1990
  - genre Euvola Dall, 1898
  - genre Excellichlamys Iredale, 1939
  - genre Exellichlamys
  - genre Flexopecten Sacco, 1897
  - genre Gloriapallium
  - genre Glorichlamys Dijkstra, 1991
  - genre Gloripallium Iredale, 1939
  - genre Haumea Dall, Bartsch & Rehder, 1938
  - genre Juxtamusium Iredale, 1939
  - genre Leopecten Masuda, 1971
  - genre Lissopecten Conrad, 1862
  - genre Minnivola Iredale, 1939
  - genre Mirapecten Dall, Bartsch & Rehder, 1938
  - genre Nodipecten Dall, 1898
  - genre Oppenheimopecten Teppner, 1922
  - genre Pecten O. F. Müller, 1776
  - genre Serratovola Habe, 1951
  - genre Veprichlamys Iredale, 1929
- sous-famille Pedinae Bronn, 1862
  - genre Aequipecten P. Fischer, 1886
  - genre Argopecten Monterosato, 1889
  - genre Cryptopecten Dall, Bartsch & Rehder, 1938
  - genre Hinnites Defrance, 1821
  - genre Leptopecten Verrill, 1897
  - genre Lindapecten Petuch, 1995
  - genre Mimachlamys Iredale, 1929
  - genre Paraleptopecten Waller, 2011
  - genre Pedum Bruguière, 1792
  - genre Spathochlamys Waller, 1993

## Galerie

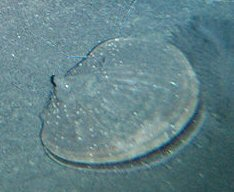
Adamussium sp.
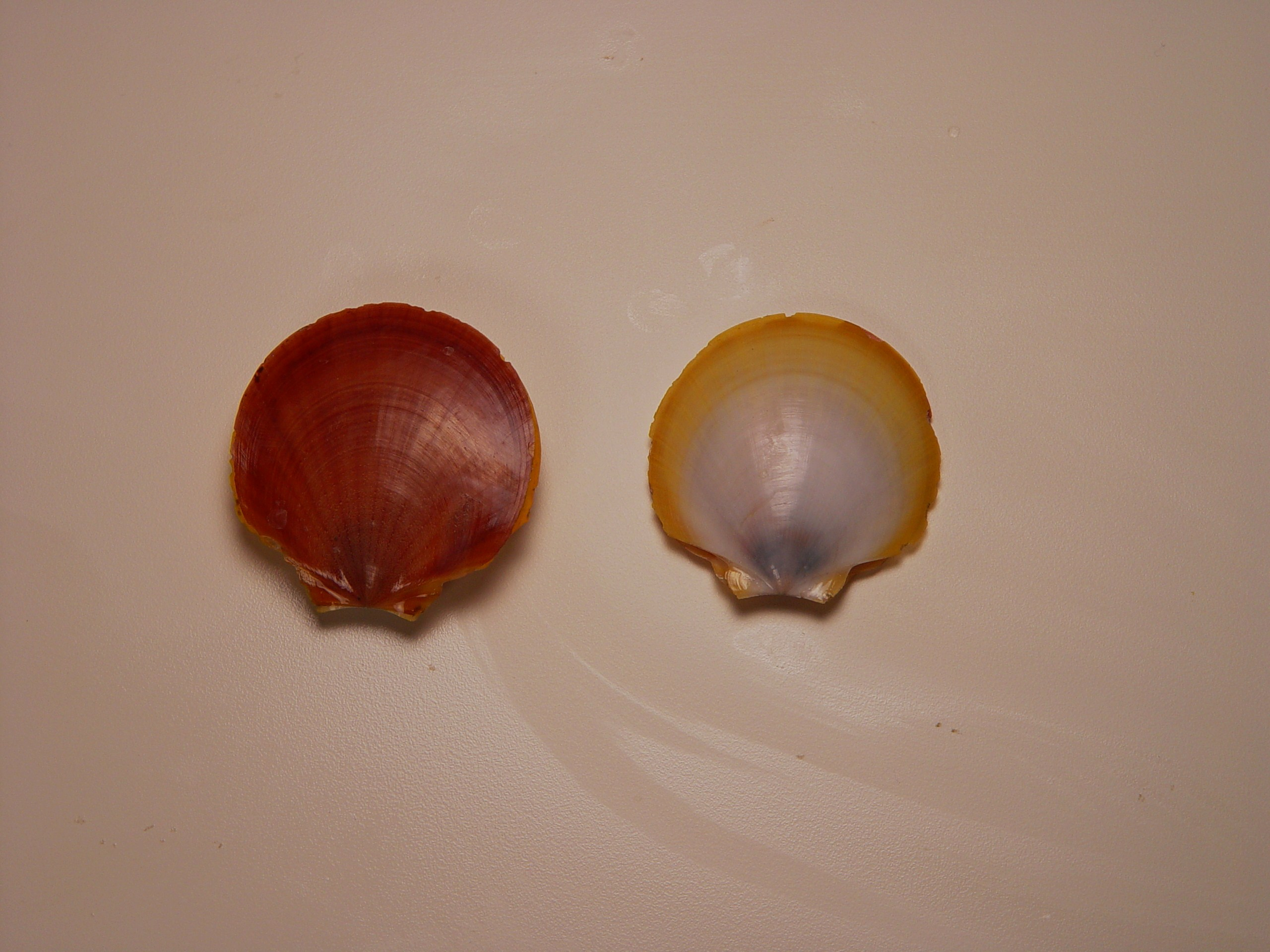
Amusium papyraceum
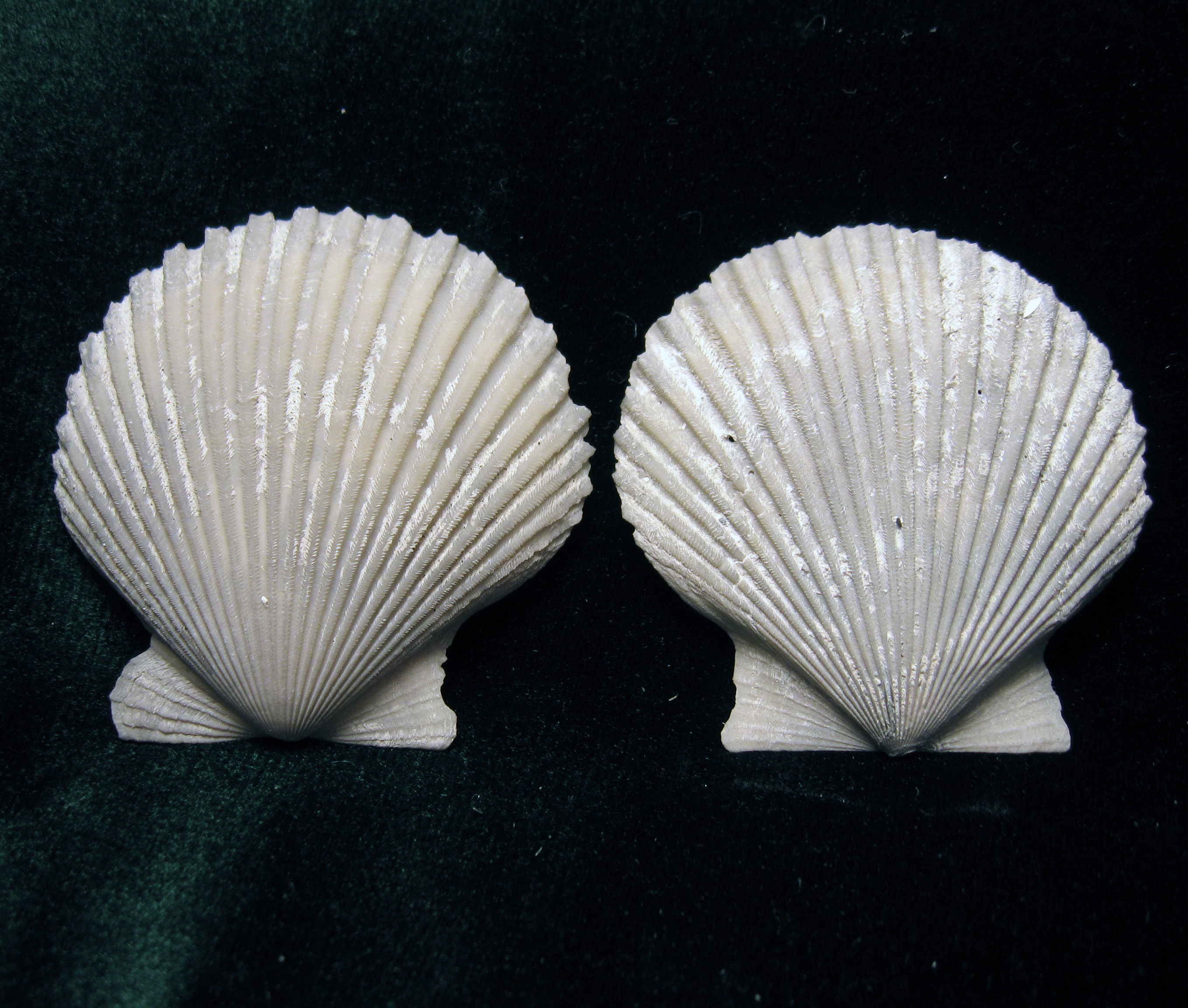
Argopecten ventricosus
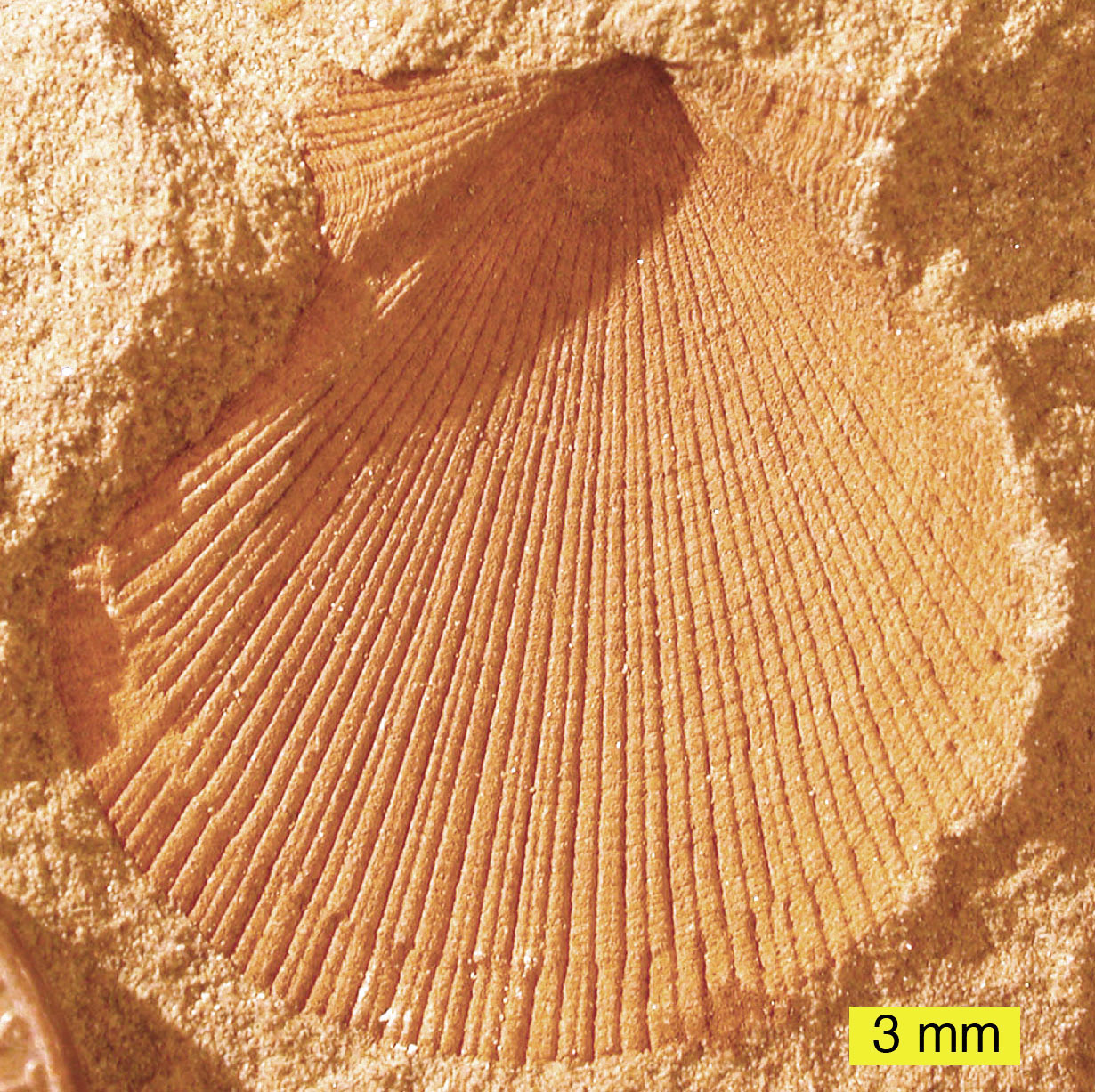
Aviculopecten subcardiformis
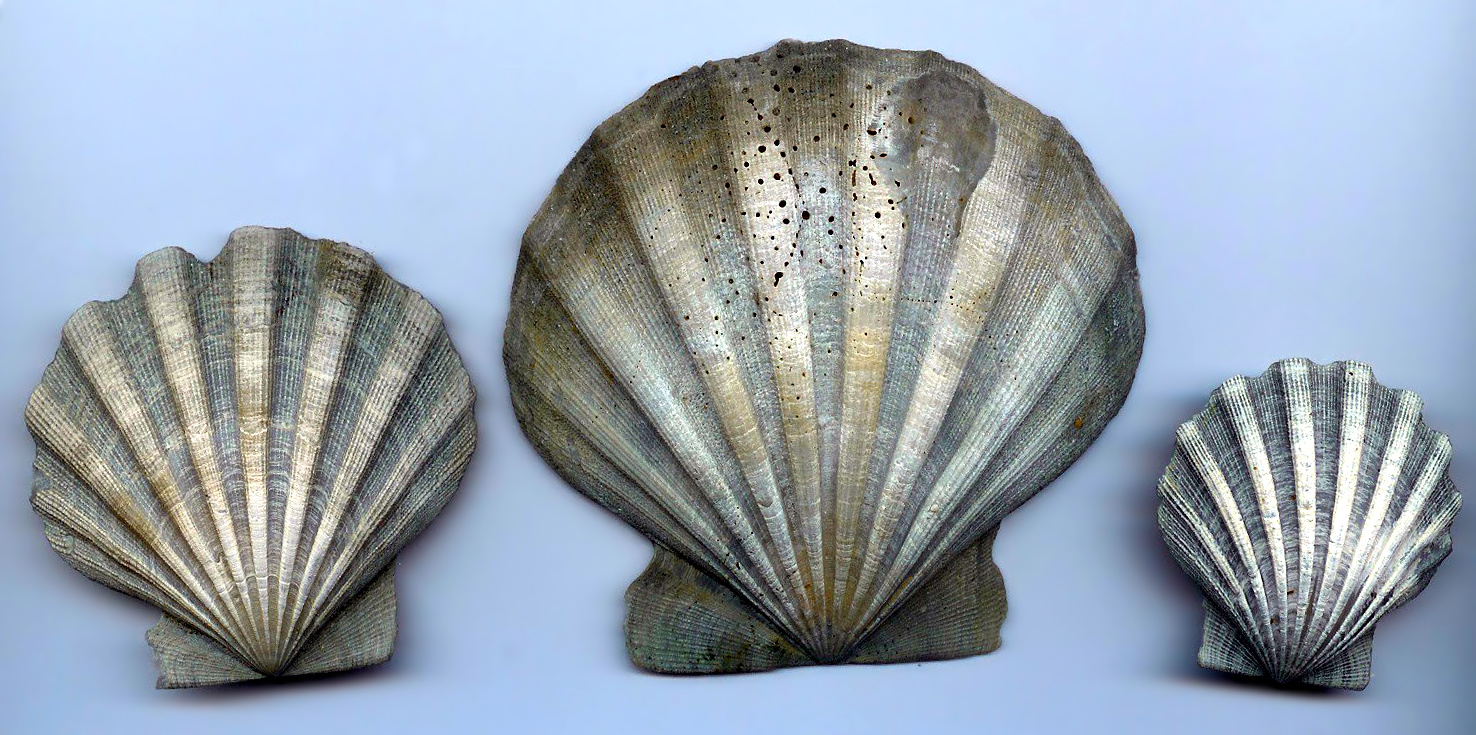
Chesapecten Jeffersonius
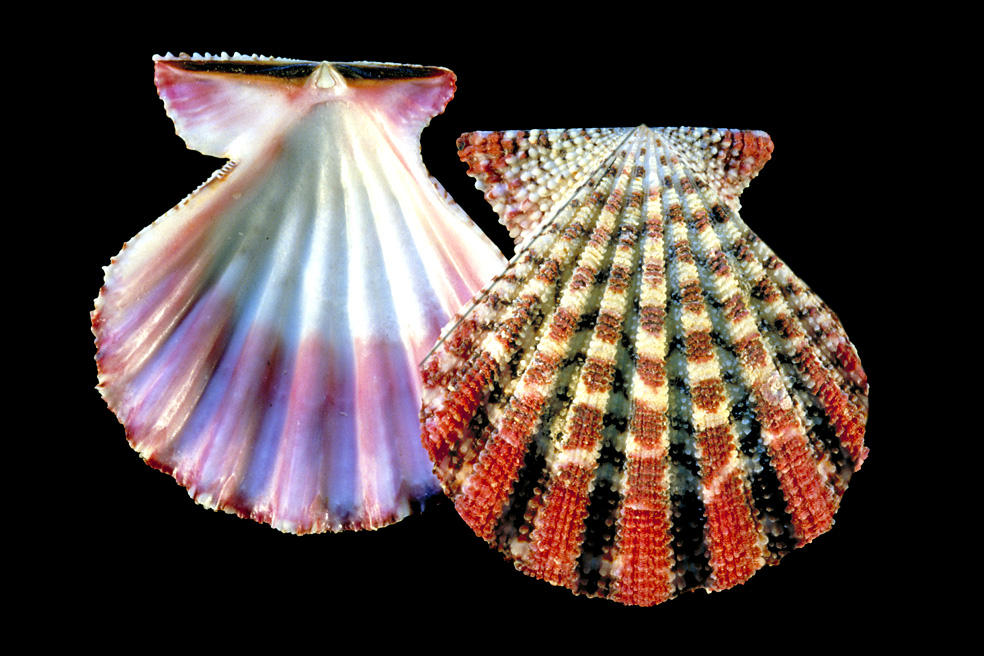
Chlamys sanguinolentus
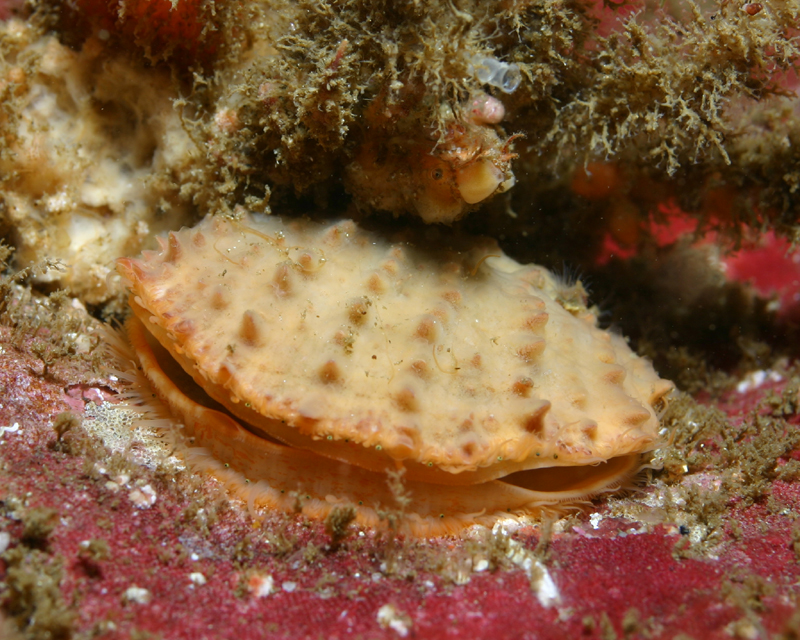
Crassedoma giganteum
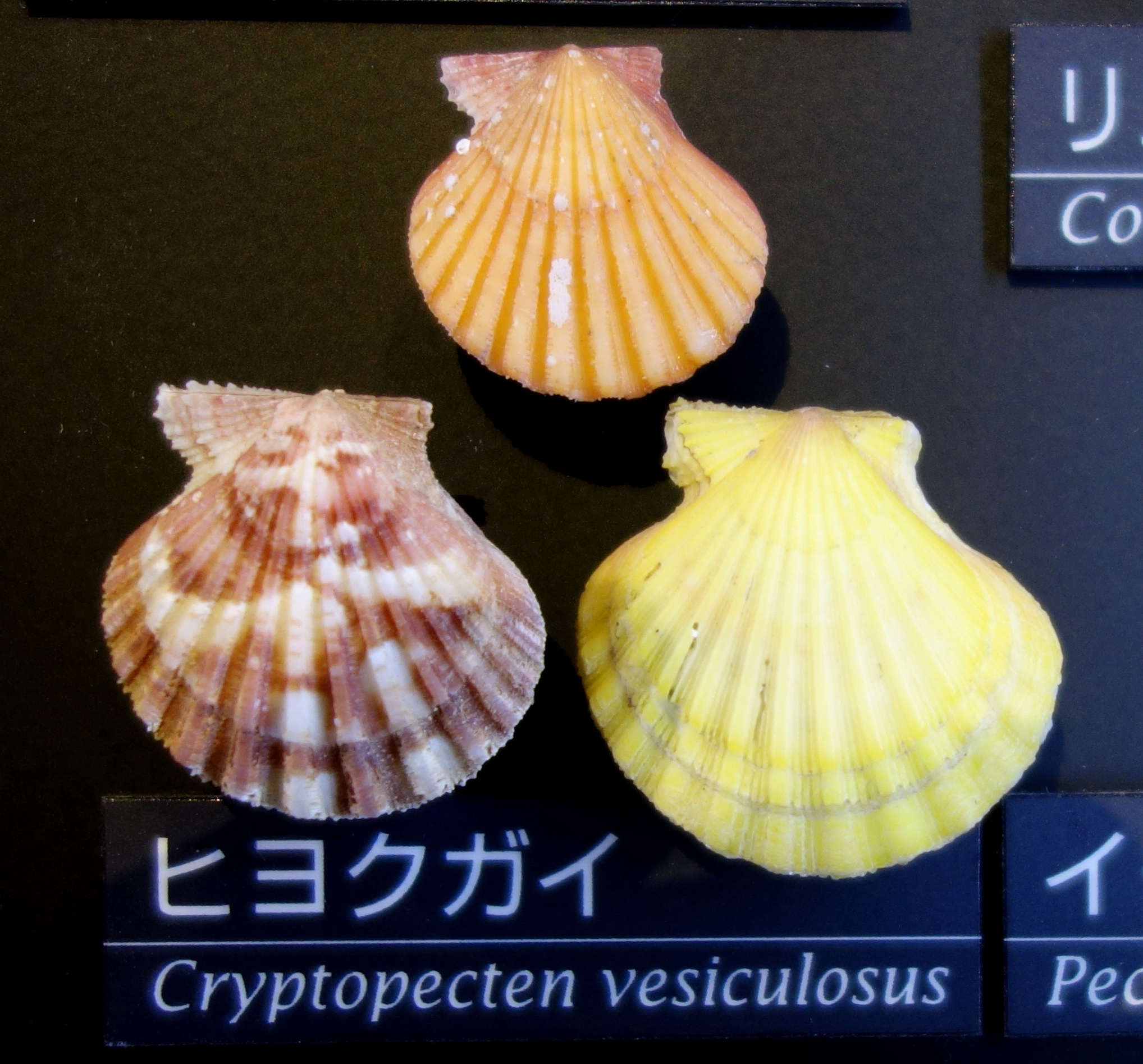
Cryptopecten vesiculosus
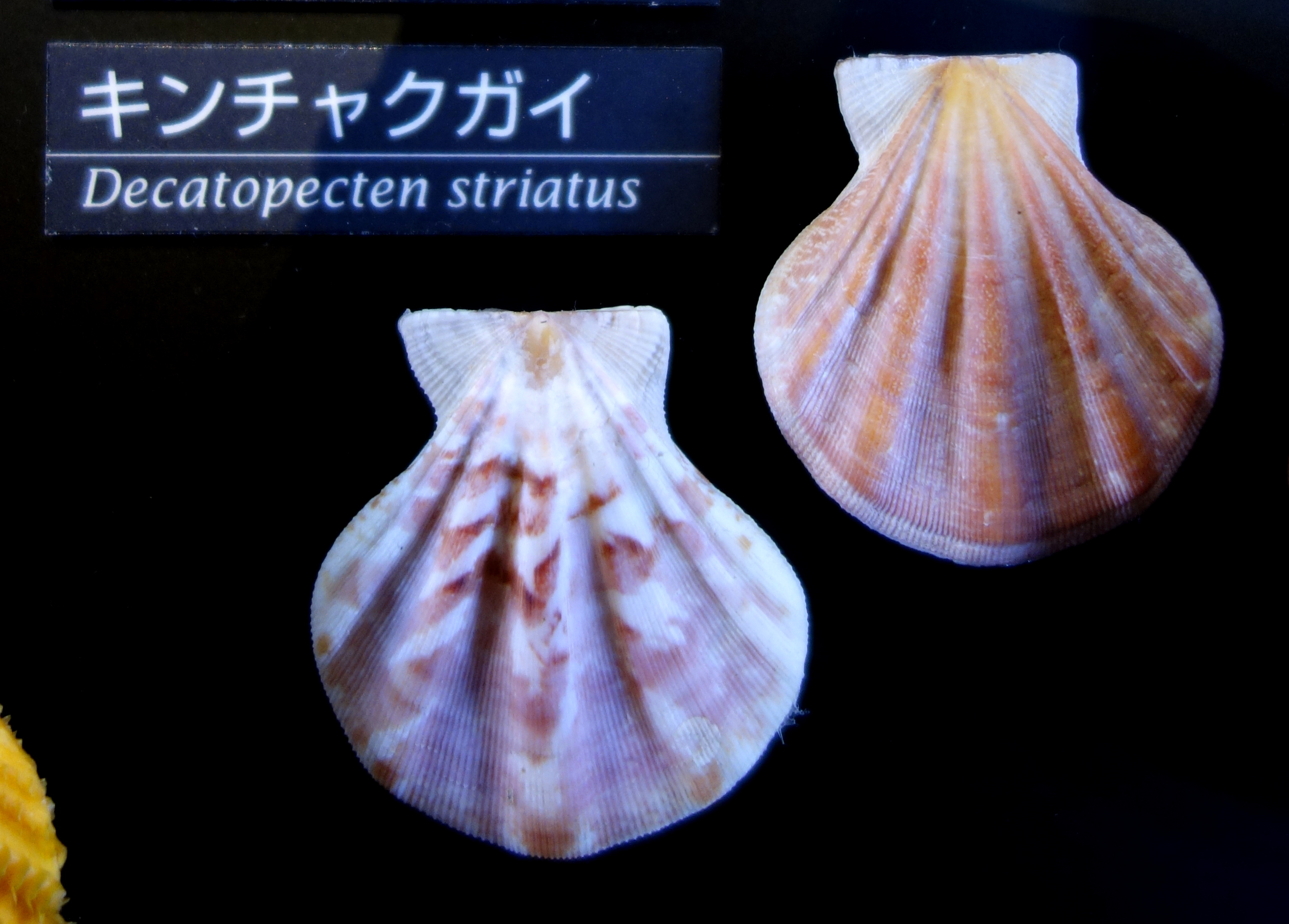
Decatopecten striatus
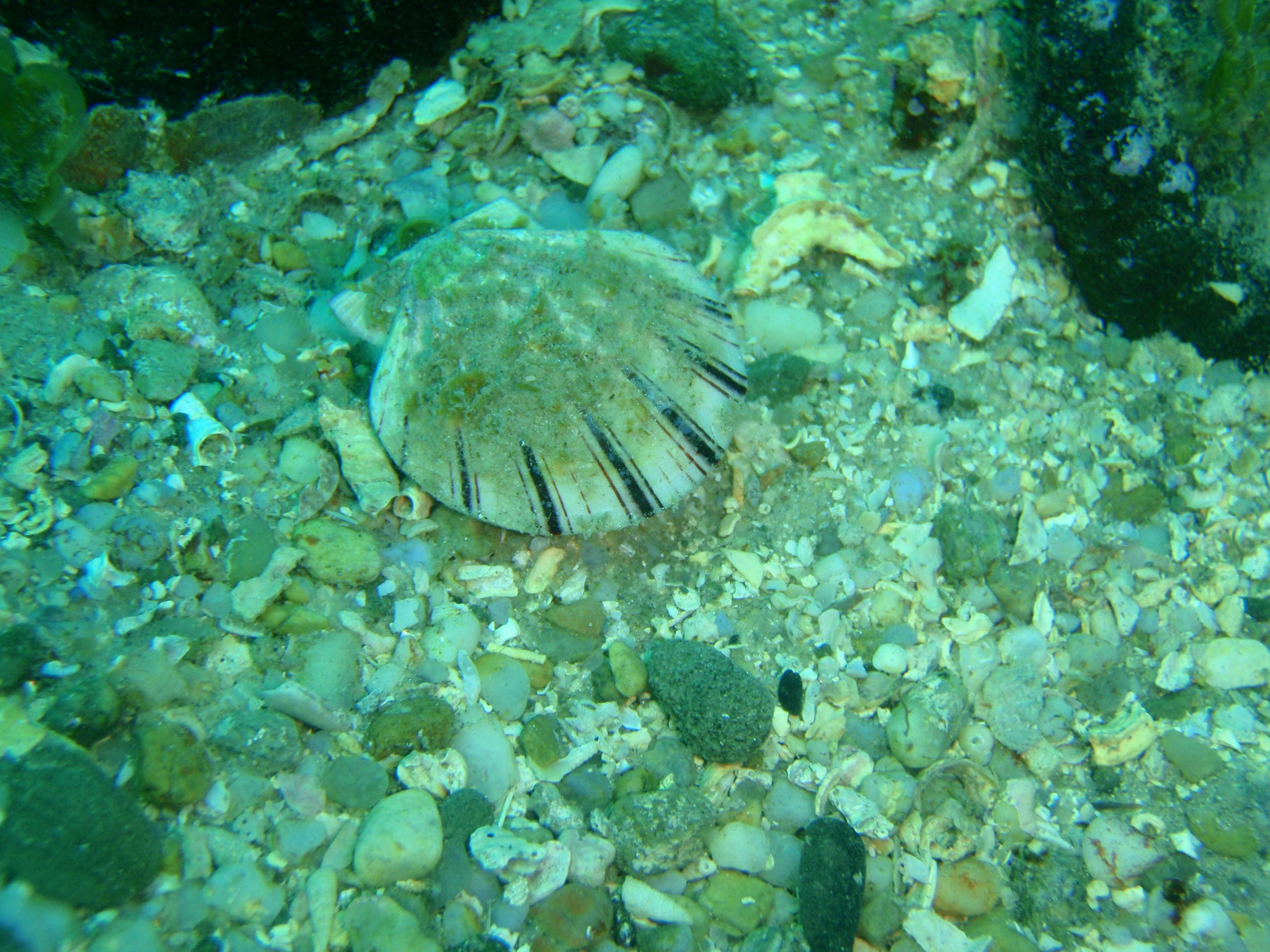
Equichlamys bifrons
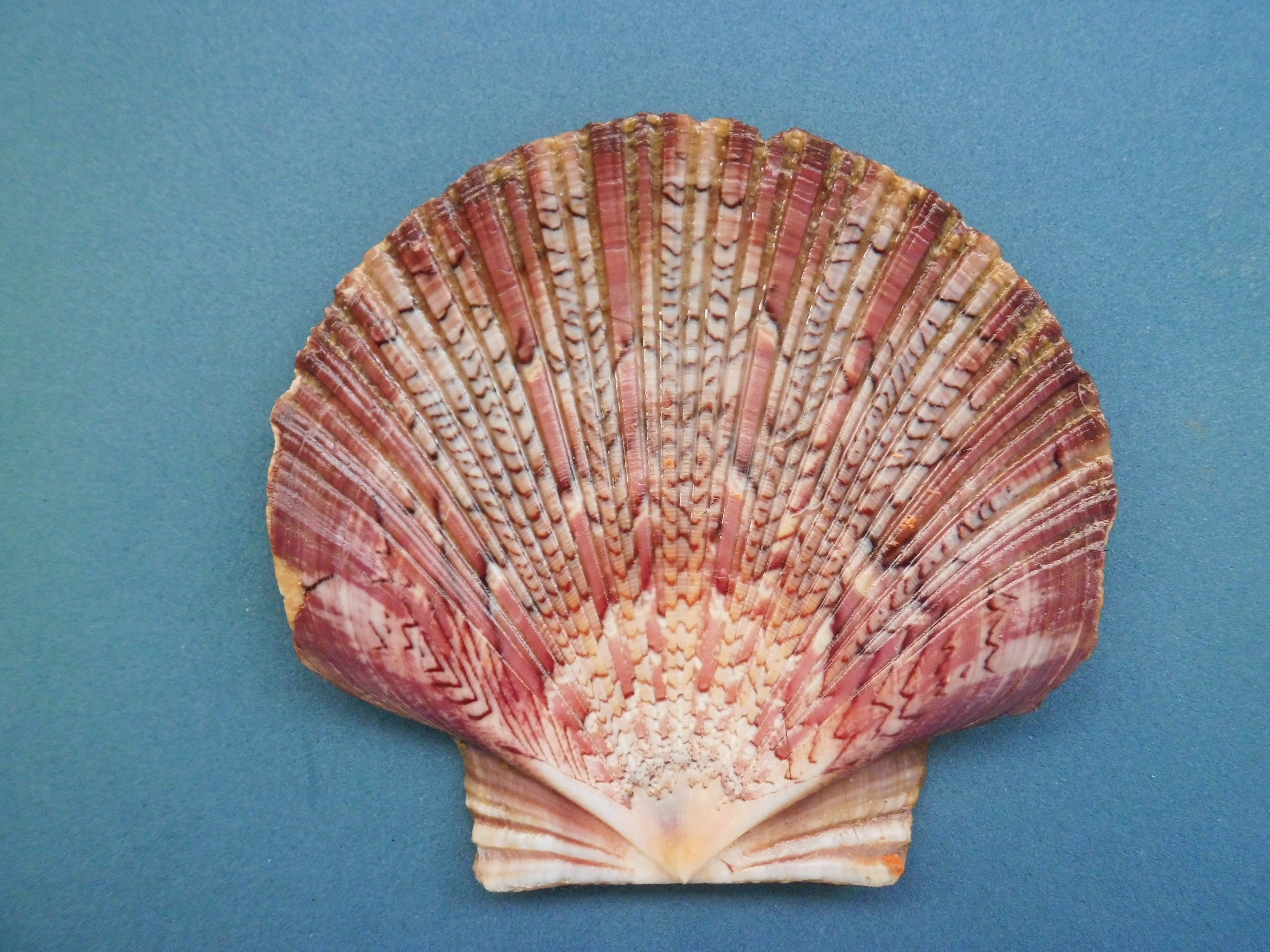
Euvola zigzag
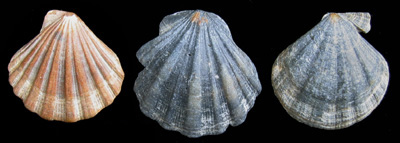
Flexopecten flexuosus
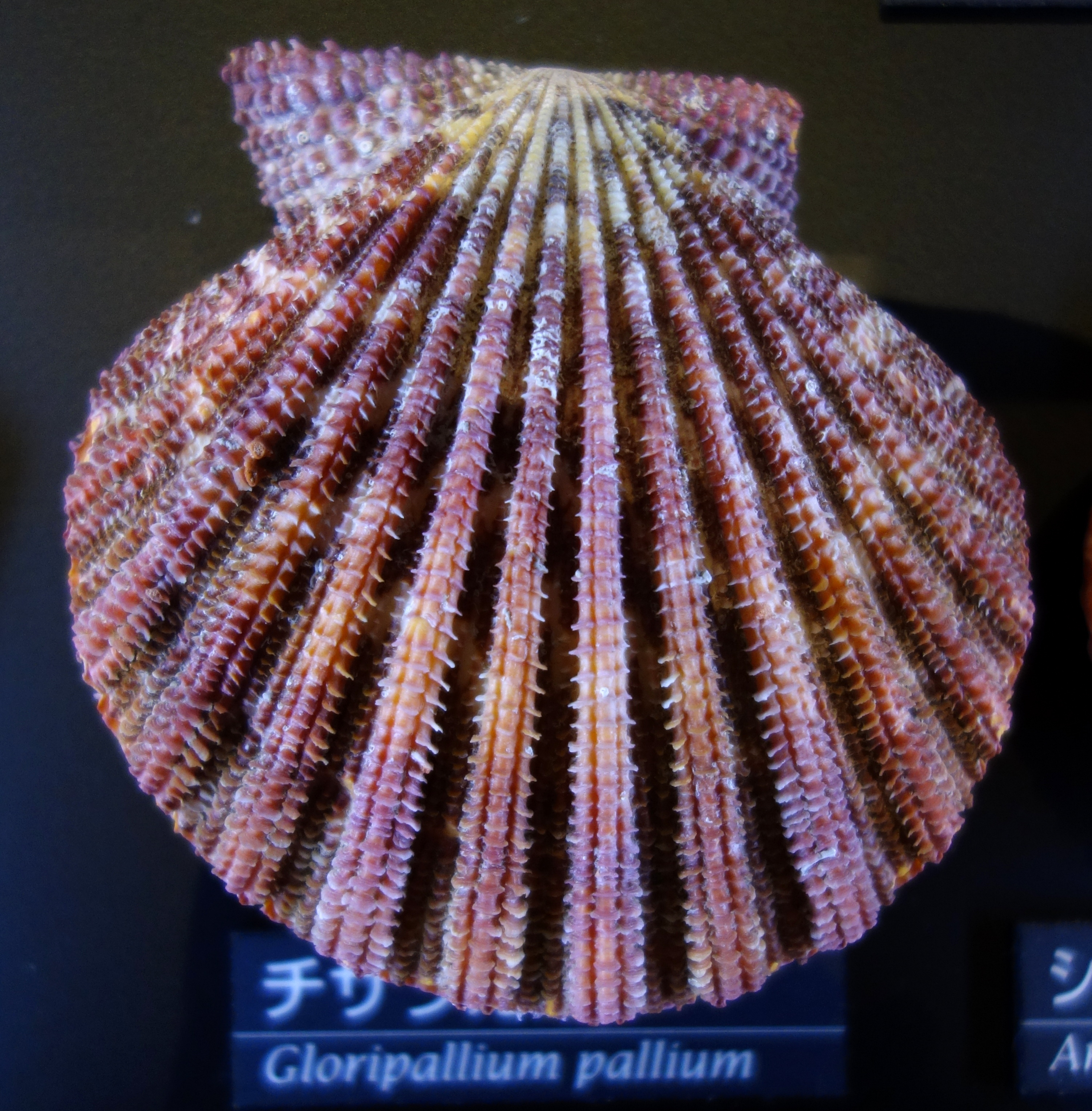
Gloripallium pallium
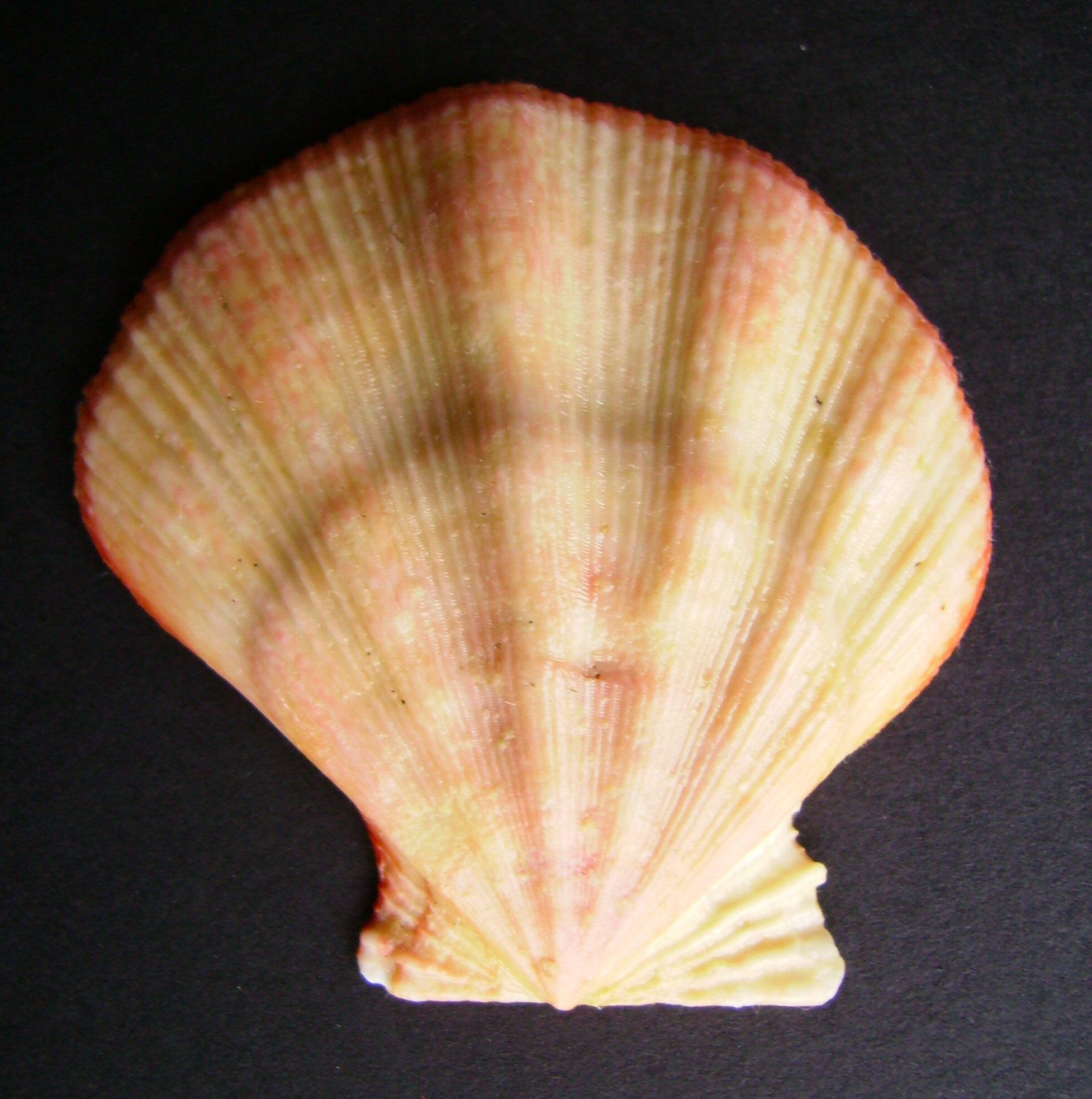
Mesopeplum convexum
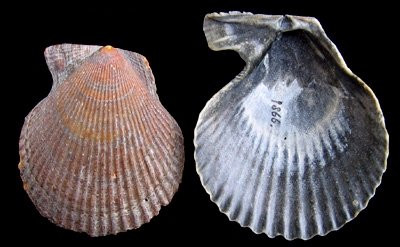
Mimachlamys varia
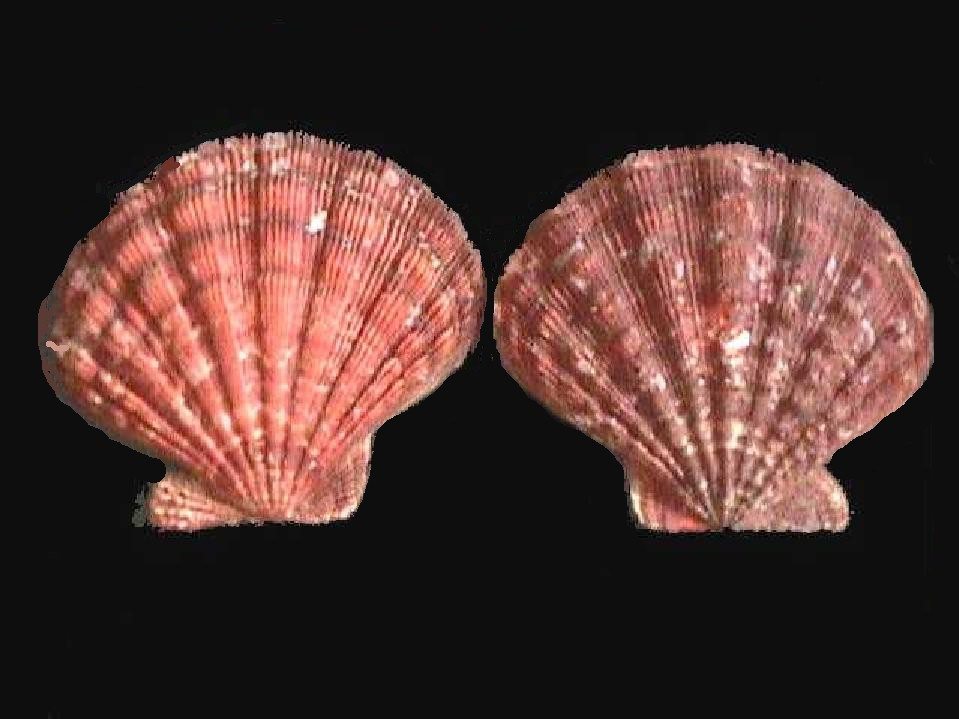
Lyropecten nodosus
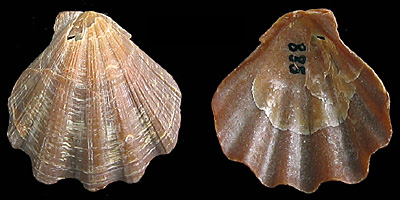
Palliolum tigerinum
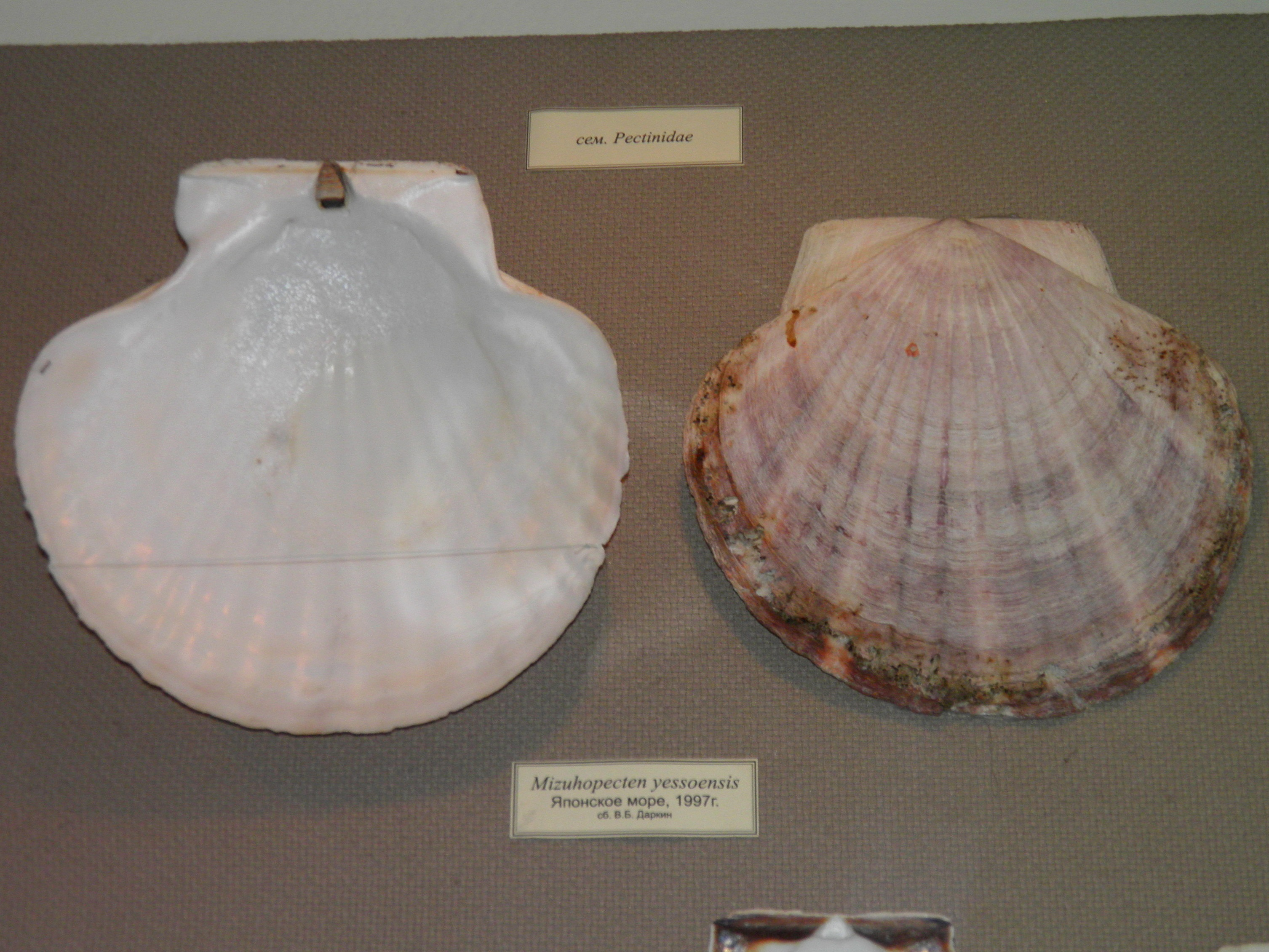
Mizuhopecten yessoensis
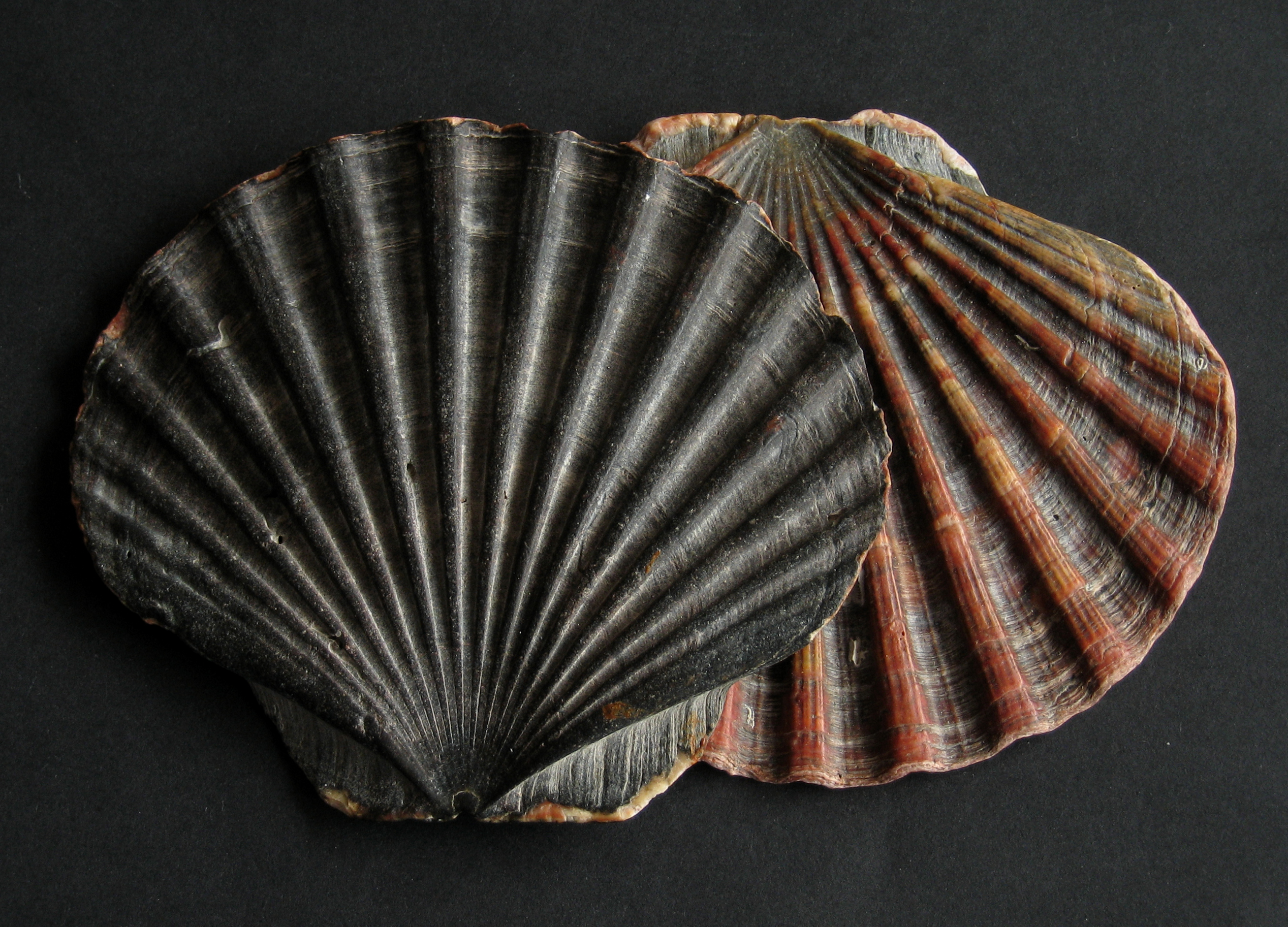
Pecten maximus
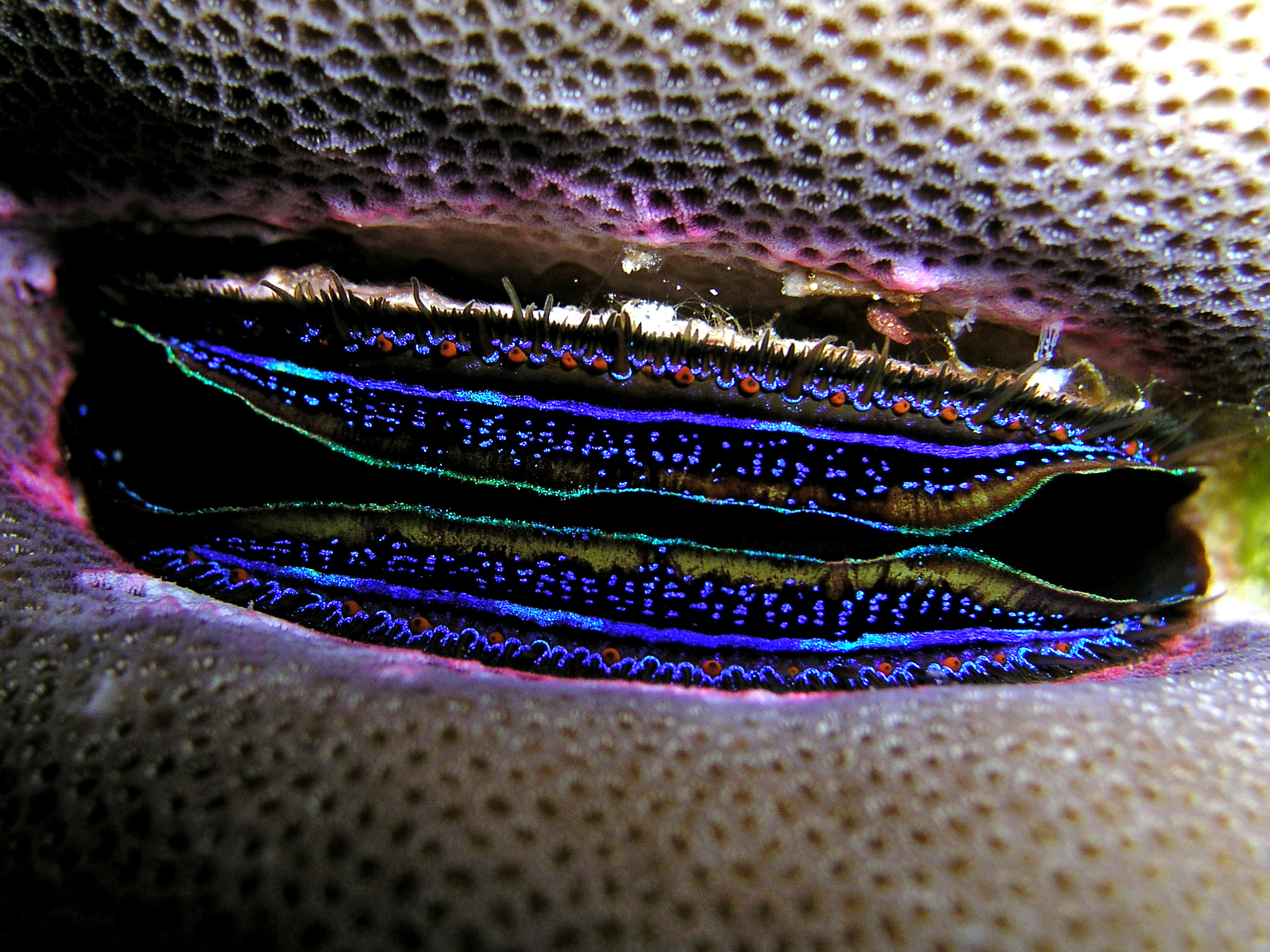
Pedum spondyloideum
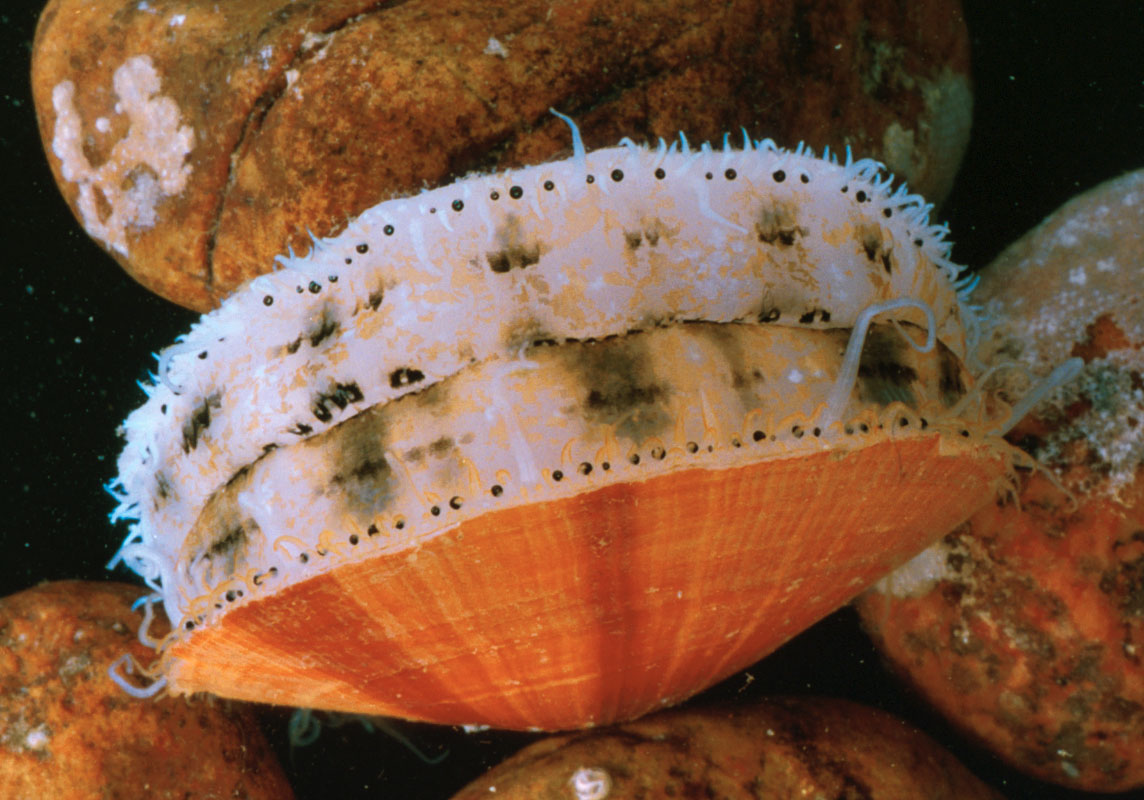
Placopecten magellanicus
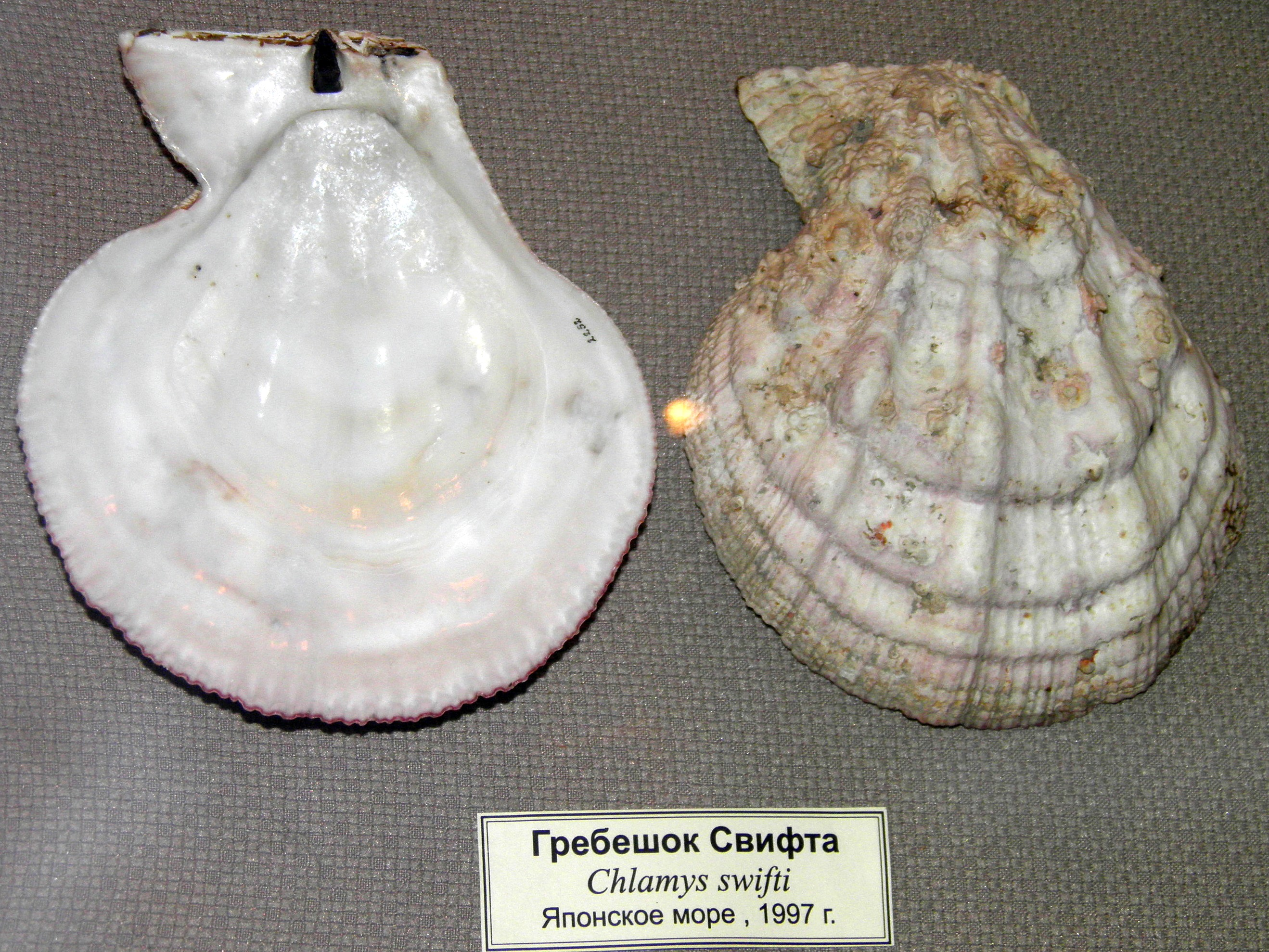
Swiftopecten swiftii